# Rodeo, California
Rodeo (pronunțat: /roʊdeɪ'oʊ/) este un oraș din Statele Unite ale Americii, situat în Comitatul Contra Costa din California, pe malul golfului San Pablo. La recensământul din anul 2000, orașul număra 8.717 locuitori .
1. ↑  2010 U.S. Gazetteer Files, accesat în 9 iulie 2020